# Petovicum flórajárás
A Petovicum a Nyugat-Dunántúlt felölelő Praenoricum flóravidék déli flórajárása. A Magyar Középhegység növényzetében itt a legerősebb a mediterrán hatás. 

## Földrajzi helyzete
Magyarországi része a Zalai-dombság nyugati része (Göcsej és Hetés), de szlovén, illetve horvát területen messze túlnyúlik az országhatáron. Északi szomszédja a Praenoricum flóravidék Őrségi flórajárása, keleti a Praeillyricum flóravidék zalai flórajárása.

## Földtani felépítése
Felszínének nagy részét a késő pannóniai időszakban lerakódott, folyóvízi üledékek borítják: jellemzően kavics és homokos kavics finomabb szemű, agyagos-kőzetlisztes lencsékkel–rétegekkel.

## Jellemző növénytársulások és fajok
Amint ez helyzetéből következik, növényzete a Dél- és Nyugat-Dunántúl (Praeillyricum és Praenoricum) közötti, átmeneti jellegű.

### A völgyekben
A völgyekben ciklámenes, osztrák zergevirágos bükkösök (Cyclamini-Fagetum) és gyertyános-tölgyesek (Cyclamini-Carpinetum) utalnak a balkáni hatásra. Jellemző, szubmediterrán fajok:
- zalai bükköny (Vicia oroboides),
- pirítógyökér (Tamus communis).

A vízparti rétek védett növénye a kockás kotuliliom. 
A vízrajzi viszonyoktól függően gyakoriak még az alábbi társulások:
- bokorfüzes (Salicion triandrae),
- puhafaliget (Salicion albae),
- égeres láperdő (Carici elongatae-Alnetum),
- keményfaliget (Alnion incanae),
- tölgy-kőris-szil ligeterdő (Fraxino pannonicae-Ulmetum).

### A dombhátakon
A nyugat-dunántúli jelleg egyértelmű jelei a kilúgozott talajú kavicstetőkön növő erdeifenyvesek. Ezek aljnövényzetében jellemző a savanyú talajokat kedvelő közönséges csarab (Calluna vulgaris).
Göcsej legjellemzőbb erdőtársulása a lombelegyes erdeifenyves (Aulacomnio-Pinetum), amit a fenyő-nyír kor emlékeinek tekintenek. Kísérő növényei többnyire jellegzetesen mészkerülő fajok:
- kerek levelű körtike (Pyrola rotundifolia),
- zöldes körtike (Pyrola chlorantha),
- kis körtike (Pyrola minor),
- egyvirágú körtike (Moneses uniflora),
- gyöngyvirágkörtike (Orthilia secunda).
- kapcsos korpafű (Lycopodium clavatum),
- lapos korpafű (Lycopodium complanatum),
- hegyi páfrány (Lastraea limbosperma),
- erdei bordapáfrány (Blechnum spicant),
- buglyos páfrány (Phegopteris connectilis),
- fecsketárnics (Gentiana asclepiadea),
- fekete áfonya (Vaccinium myrtillus),
- csarab (Calluna vulgaris),
- havasi éger (Alnus viridis),
- gyökerező avarvirág (Goodyera repens, korhadéklakó orchidea)